# Pepe and the Rarotongans
Pepe and the Rarotongans eran un grupo popular de las Islas Cook liderado por una cantante Pepe. Estuvieron activos en los años cincuenta y sesenta. Como artistas de la grabación, tenían álbumes publicados en los sellos Viking y Salem.

## Antecedentes
La fuerza principal del grupo era Pepe, antes conocida como Pepe Taimata Pekamu Maoate, y Sonny Terei, alias Sonny Tutai O Poko Maru Tamariki Nootu Teatuairo Terei. Sonny nació el 27 de agosto de 1933 en Ngatangiia, Rarotonga. Dejó las Islas Cook para ir a Nueva Zelanda en 1947, para entrenarse como montador eléctrico. Pepe y Sonny se casaron el 29 de mayo de 1955. 
Sonny se encargó de los arreglos de su música. Pepe se hizo conocido por ser el primer cantante de las Islas Cook en ser grabado por Viking Records.
Junto con Will Crummer, alcanzaron un nivel de fama y tuvieron una corta sucesión de éxitos desde finales de la década de 1950 hasta la de 1960. Y como se menciona en el libro de Glenda Tuaine Celebrate Cook Islands Tarekareka en un artículo de la revista "Escape Magazine", cómo Crummer, Jon Jonassen y Jake Numanga, son considerados pioneros. Sonny también ha influido en músicos de las Islas Cook como Mann Short y John Lindsay.
El guitarrista del grupo, Nat Mara era un artista de grabación por derecho propio. Además de su álbum Peeping At Papeete y EPs, La Tahitienne y A Taste Of Tahiti que fueron lanzados en Viking, tenía un álbum Welcome to Tahiti que fue lanzado en el Olympic label

## Carrera
El comienzo de la conexión con Viking se puede rastrear posiblemente a un evento que no tuvo lugar a finales de la década de 1950. Sonny, un músico iba a apoyar a una cantante en un estudio de grabación de Auckland. El cantante nunca apareció y el productor le preguntó a Pepe, la esposa de Sonny, si podía participar en la sesión.
Para 1964, tenían al menos dos álbumes publicados en Viking, eran Rarotonga Calling y Passion Flower, cuyos detalles aparecieron en la revista "Pacific Islands Monthly" La alineación en el momento de su lanzamiento de `Rarotonga Calling consistió en Pepe, Sonny Terei, Nat Mara, Charles Carlson y Mark Anton. En 1965, su EP Songs Of The Cook Islands fue lanzado en el sello Salem. Todas las composiciones fueron de Sonny Terei. Las cuatro canciones fueron Te Marama Te Au Etu, Momotu Te Inangaro, Tatara Apa, y E Oa.
En 1968, su álbum Memories of Rarotonga fue lanzado en Salem. El álbum de canciones de Rarotongan incluía una pintura de Kase Jackson, un artista muy conocido. En 1973, Siren Songs Of The South Seas, acreditado a Pepe & Her Rarotongans fue lanzado en el sello Olympic Records.
En 1977, el hotel Rarotongan acababa de abrir sus puertas y Sonny y Pepe fueron invitados por el primer ministro de las Islas Cook, Albert Henry a regresar allí para proporcionar entretenimiento al hotel.

## Años posteriores
A principios de los años 80, Sonny enseñaba música y ayudaba al coro en la Iglesia Cristiana de Titikaveka, después de haber sido abordado por el Rev. Teariki Vaerua. Es muy probable que, como resultado de su aportación, durante cuatro años consecutivos la iglesia ganara el concurso coral Celebrations.  En 1984, en un viaje de recaudación de fondos, y bajo el liderazgo del Obispo Pere, entonces conocido como Rev Tutai, Sonny y Pepe hicieron una gira por Nueva Zelanda con el coro de la CICC Titikaveka. Sonny siguió siendo un cristiano dedicado por el resto de su vida.
Sonny murió el 25 de noviembre de 2009. Pepe murió a las 6:40 p. m. el domingo 8 de junio de 2014 a la edad de 81 años.
En 2011, una de las composiciones de Pepe y Sonny, Tama Ine, apareció en la compilación Shoebox Love Songs de Will Crummer, publicada en el sello Ode.

## Miembros
- Mark Anton: guitarra de acero o teclados
- Charles Carlson: guitarra
- Nat Mara: guitarra
- Pepe Taimata Pekamu Maoate: vocal
- Sonny Terei: guitarra[7]

## Discografía
| Título                     | Información de la versión | Año    | Notas  |
| -------------------------- | ------------------------- | ------ | ------ |
| Do you understand?         | Viking VE 110             | C 1962 |        |
| Cook Islands Song Festival | Viking VE 113             | C 1962 |        |
| Songs Of The Cook Islands  | Salem XE 3015             | 1965   | [ 16 ] |

| Título                                                     | Información de la versión | Año     | Notas |
| ---------------------------------------------------------- | ------------------------- | ------- | --- |
| Rarotonga Calling                                          | Viking VP 81              | 1962    | [ 17 ] |
| Passion Flower                                             | Viking VP 89              | 1962    | [ 18 ] |
| Meet me in Rarotonga                                       | Viking VP 118             |         | [ 19 ] [ 20 ] |
| Memories of Rarotonga                                      | Salem XP 5020             | 1968    | [ 21 ] |
| Cook Islands Pacific Paradise                              | Salem XPS 5056            | 1969    | [ 22 ] |
| South Seas Idyll Music of the Tropical Isles               | Viking VP 329             | 1970    | El Archivo de Cine de Nueva Zelanda, la Televisión tiene como Siren Songs Of The South Seas Music of the Tropical Isles Pepe & her Rarotongans |
| Siren Songs Of The South Seas                              | Olympic OL-6153           | 1979    | [ 26 ] |
| Eddie Lund Presents .... Pepe and the Rarotongans          | Tahiti Records            | EL 1014 | [ 27 ] |
| Siren Songs of the South Seas, Music of the Tropical Isles | Everest 6153              |         | [ 27 ] |

| Título                                                                             | Información de la versión | Año  | Canciones por artista                | Notas         |
| ---------------------------------------------------------------------------------- | ------------------------- | ---- | ------------------------------------ | ------------- |
| Island Songs of Farewell                                                           | Salem                     | 1965 |                                      | [ 28 ]        |
| Ports of Paradise                                                                  | Salem XPS 5023            | 1966 | "Tatara apa", " Te marama te au etu" | [ 29 ] [ 30 ] |
| Cook Islands Pacific Paradise                                                      | Salem                     | 1969 |                                      | [ 31 ]        |
| Call of the Pacific                                                                | Salem                     | 1969 | "Manuiri", "Nga pu ariki"            | [ 32 ]        |
| Action Rarotonga! Will Crummer and The Royal Rarotongans, Pepe and The Rarotongans | Viking VP 251             | 1967 | [ 33 ] [ 34 ]                        | [ 33 ] [ 34 ] |
| Music Of The South Seas! A Visit To Tahiti, New Zealand, Rarotonga                 | World Record Club 889     |      | "E Tiare", "Easy Mama" "Kua Akaruke" | [ 35 ]        |